# Braga Black Knights
I Braga Black Knights sono una squadra di football americano, di Braga, in Portogallo, fondata nel 2015.

## Dettaglio stagioni

### Tornei nazionali

#### Campionato

##### LPFA
| Stagione | regular season | regular season | regular season | regular season | regular season | regular season | playoff | playoff | playoff | playoff | playoff | playoff   | playoff    |
|          | Vin            | Par            | Per            | Tot            | PF             | PS             | Vin     | Per     | Tot     | PF      | PS      | risultato | avversaria |
| -------- | -------------- | -------------- | -------------- | -------------- | -------------- | -------------- | ------- | ------- | ------- | ------- | ------- | --------- | ---------- |
| 2015-16  | 0              | 0              | 8              | 8              | 6              | 233            | -       | -       | -       | -       | -       | -         | -          |
| 2016-17  | 4              | 0              | 5              | 9              | 143            | 208            | -       | -       | -       | -       | -       | -         | -          |
| 2017-18  | 3              | 0              | 7              | 10             | 174            | 319            | -       | -       | -       | -       | -       | -         | -          |
| Totale   | 7              | 0              | 20             | 27             | 323            | 760            | -       | -       | -       | -       | -       |           |            |

Fonti: Sito APFA- A cura di Roberto Mezzetti;

##### CNFA
| Stagione | regular season | regular season | regular season | regular season | regular season | regular season | playoff | playoff | playoff | playoff | playoff | playoff   | playoff    |
|          | Vin            | Par            | Per            | Tot            | PF             | PS             | Vin     | Per     | Tot     | PF      | PS      | risultato | avversaria |
| -------- | -------------- | -------------- | -------------- | -------------- | -------------- | -------------- | ------- | ------- | ------- | ------- | ------- | --------- | ---------- |
| 2019     | 1              | 0              | 1              | 2              | 14             | 46             | -       | -       | -       | -       | -       | -         | -          |
| Totale   | 1              | 0              | 1              | 2              | 14             | 46             | -       | -       | -       | -       | -       |           |            |

Fonti: Enciclopedia del Football - A cura di Roberto Mezzetti; Sito APFA